# Каратас (Байдибекский район)
Каратас (каз. Қаратас) — село в Байдибекском районе Туркестанской области Казахстана. Входит в состав Боралдайского сельского округа. Код КАТО — 513645580.

## Население
В 1999 году население села составляло 560 человек (282 мужчины и 278 женщин). По данным переписи 2009 года, в селе проживало 529 человек (261 мужчина и 268 женщин).